# Indonesien i olympiska sommarspelen 1988
Indonesien deltog i de olympiska sommarspelen 1988 med en trupp bestående av 29 deltagare, och landet tog ett silver.

## Medaljer

### Silver
- Lilies Handayani, Nurfitriyana Saiman och Kusuma Wardhani - Bågskytte

## Bågskytte
Damernas individuella
- Nurfitriyana Saiman – Åttondelsfinal (→ 9:e plats)
- Kusuma Wardhani – Sextondelsfinal (→ 19:e plats)
- Lilies Handayani – Inledande omgång (→ 30:e plats)

Herrarnas individuella
- Syafrudin Mawi – Inledande omgång (→ 48:e plats)

Damernas lagtävling
- Saiman, Wardhani och Handayani – Final (→ Silver)

## Friidrott
Herrarnas 10 000 meter
- Eduardus Nabunome
  1. Heat – 29:55,23 (→ gick inte vidare)

Herrarnas 100 meter
- Mardi Lestari
  1. Semifinal – 10,39 (→ gick inte vidare)

## Fäktning
Herrarnas florett
- Alkindi

Damernas florett
- Silvia Koeswandi

## Tennis
Damsingel
- Yayuk Basuki
  1. Första omgången — Förlorade mot Catherine Suire (Frankrike) 3-6, 6-3, 0-6